# Station Theobalds Grove
Theobalds Grove is een spoorwegstation van London Overground aan de Weaver line (voorheen Lea Valley lines) in Waltham Cross, Broxbourne in Engeland.